# انجمن حقوق بین‌الملل آسیا
انجمن حقوق بین‌الملل آسیا (انگلیسی: Asian Society of International Law) یک انجمن منطقه ای برای تعامل بین محققان و دست‌اندرکاران حقوق بین‌الملل عمومی و خصوصی است که در آسیا مستقر هستند. در آوریل ۲۰۰۷ و در یک نشست در دانشگاه ملی سنگاپور تأسیس شد.

## حکم
انجمن حقوق بین‌الملل آسیا یک سازمان بین‌المللی غیر حزبی، غیرانتفاعی و غیردولتی با اهداف زیر است:
ارتقاء پژوهش، آموزش و عمل به حقوق بین‌الملل با خدمت به عنوان مرکز فعالیت در بین دانشمندان حقوق بین‌الملل در آسیا و جاهای دیگر، با روحیه همکاری با سایر جوامع و سازمانهای بین‌المللی، منطقه ای و ملی مرتبط و تقویت و تشویق دیدگاه‌های آسیایی از قوانین بین‌المللی؛ و ارتقاء آگاهی و احترام به قوانین بین‌المللی در آسیا.

## دارندگان دفاتر
اولین رئیس انجمن (2007-2009) Hisashi Owada رئیس سابق دیوان بین‌المللی دادگستری بود.
رئیس فعلی انجمن شرلی اسکات است.
دبیرکل فعلی انجمن آنتونی آنژی است.

## انتشارات
در سال ۲۰۱۱، انجمن مجله رسمی خود را با عنوان "مجله  آسیایی حقوق بین‌الملل " منتشر کرد که توسط انتشارات دانشگاه کمبریج  منتشر شد.

## جلسات دوسالانه
انجمن حقوق بین‌الملل آسیا هر دو سال یکبار کنفرانس‌های بزرگ برگزار می‌کند. جلسات تاکنون در:
سنگاپور (۲۰۰۷)
توکیو (۲۰۰۹)
پکن (۲۰۱۱)
دهلی نو (۲۰۱۳)
بانکوک (۲۰۱۵)
سئول (۲۰۱۷)
مانیل (۲۰۱۹)
کانبرا (در سال ۲۰۲۱)